# Ferrari Roma
Ferrari Roma (Type F169) — спортивне купе з розташуванням двигуна спереду в межах колісної бази виробництва Ferrari. Транспортний засіб було представлено 13 листопада 2019 року. Перші транспортні засоби надійшли в продаж влітку 2020 року. Модель названа на честь столиці Італії Риму.

## Опис

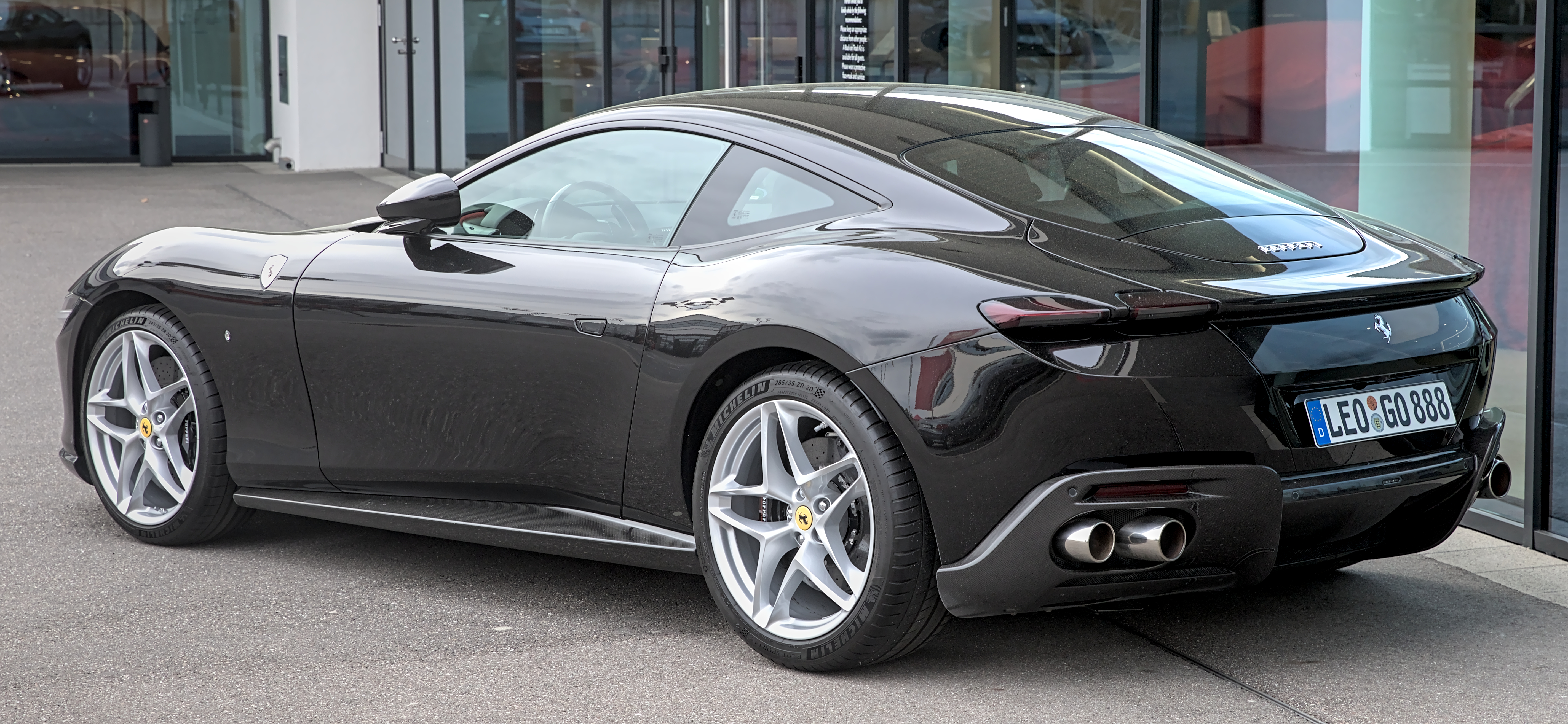

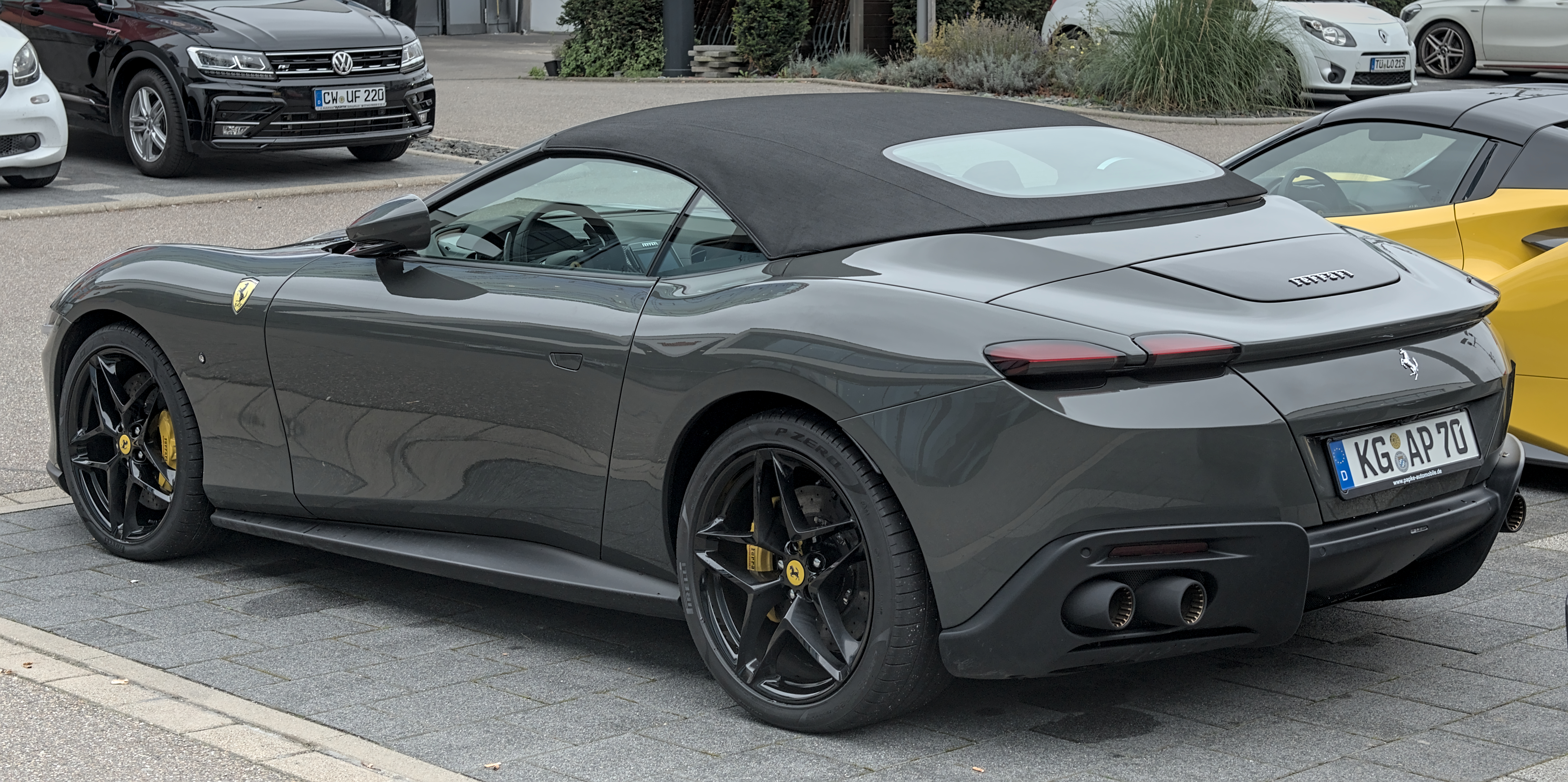
Ferrari Roma Spider

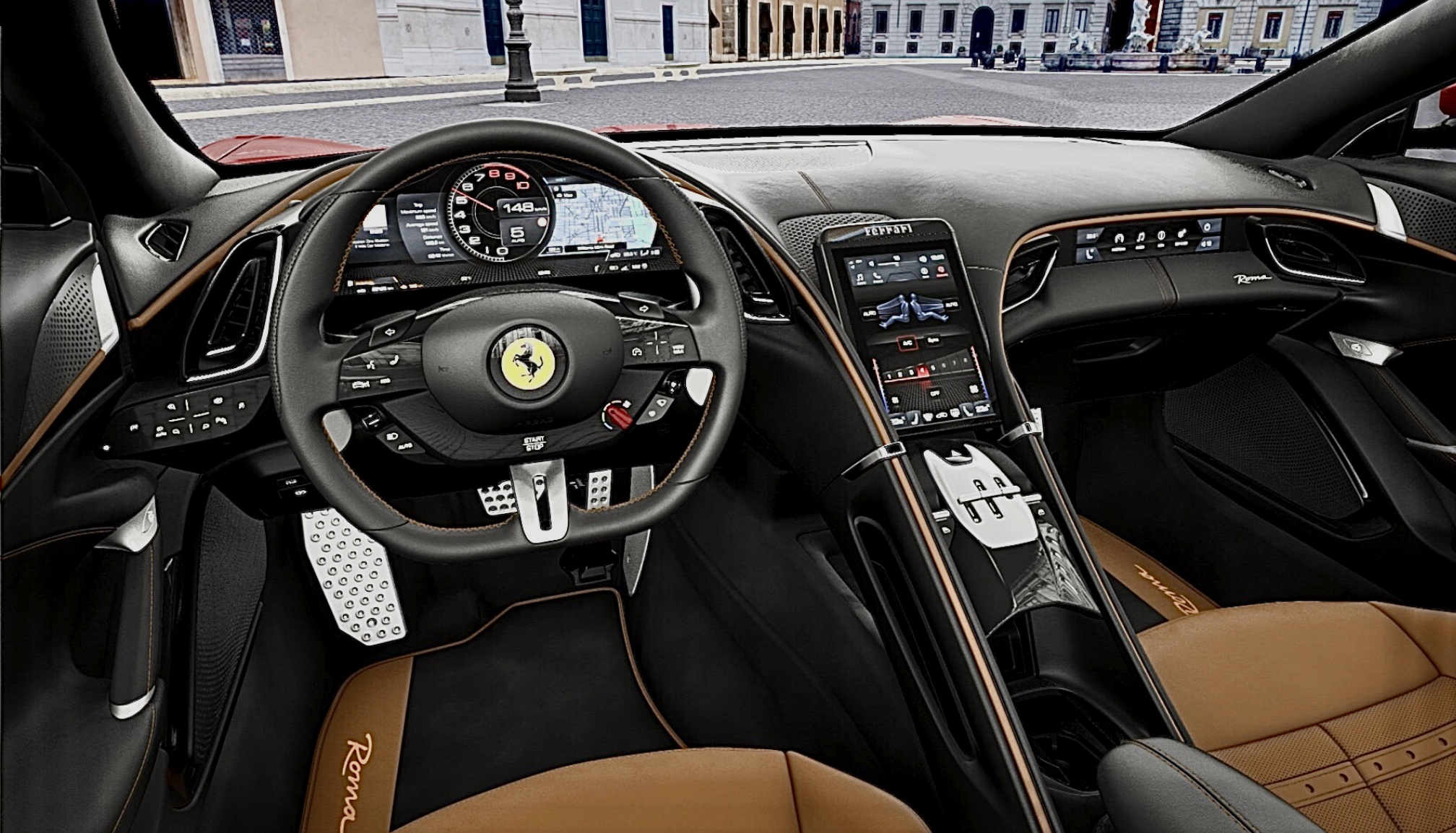

Закрите дводверне купе Ferrari Roma створене на основі купе-кабріолета Ferrari Portofino: у них однакові компонування, шасі і колісна база (2670 мм).
Дизайн автомобіля розроблений з оглядкою на Ferrari Daytona.
Довжина, ширина, висота і колісна база моделі рівні 4656, 1974, 1301 і 2670 мм. Суха маса купе становить 1472 кг.
Автомобіль комплектується наддувним двигуном 3.9 л F154 V8 потужністю 620 к.с. і 760 Нм. Мотор Риму доповнено 8-ст. «роботом» з двома зчепленнями DCT, що з'явилися трохи раніше на суперкарі Ferrari SF90 Stradale. Купе набирає сотню з нуля за 3,4 с, розгін 0-200 км/год виконує за 9,3 с, а максимальна швидкість тут перевищує 320 км/год.
Феррарі Рома оснащена магнітореологічними амортизаторами, отриманими від Ferrari California, з покращеним програмним забезпеченням для підтримання хороших якостей водіння, навіть для більш високої якості, в порівнянні з Каліфорнією. Як і у випадку з Ferrari 812 Superfast, у Феррарі Рома є електропідсилювач керма. Як система підвіски, так і кермове управління стають більш різкими, коли автомобіль знаходиться в спортивному режимі.

### Ferrari Roma Spider
У березні 2023 року Ferrari представила Roma Spider. Він повинен стати заміною Ferrari Portofino. Створений на основі Ferrari Roma, новий варіант Spider має інноваційний м’який верх, який пропонує елегантний і сучасний погляд на класичний дизайн кабріолета. Це знаменує повернення м’якого верху для Ferrari з переднім розташуванням двигуна після 54 років після 365 GTS4 1969 року.

## Двигун
- 3.9 L Ferrari F154BE V8 twin-turbo 620 к.с. при 5750–7500 об/хв 760 Нм при 3000–5750 об/хв

## Продажі
| рік  | Європа |
| ---- | ------ |
| 2020 | 44     |
| 2021 | 1.057  |

1. ↑  Європа: 2020 ЄС 27 + Велика Британія + Швейцарія + Норвегія + Ісландія